# ياروسلاف أولينيك
ياروسلاف أولينيك (بالأوكرانية: Олійник Ярослав Вадимович)‏ هو لاعب كرة قدم أوكراني في مركز الدفاع، ولد في 14 مارس 1991 في دونيتسك في أوكرانيا. شارك مع منتخب أوكرانيا تحت 18 سنة لكرة القدم ومنتخب أوكرانيا تحت 19 سنة لكرة القدم ومنتخب أوكرانيا تحت 21 سنة لكرة القدم. أما مع النوادي، فقد لعب مع أولمبيك دونيتسك وتشورنومورتس أوديسا وزوريا لوهانسك وشاختار دونيتسك ونادي إيليتشيفيتس ماريوبول.

## وصلات خارجية
- ياروسلاف أولينيك على موقع اتحاد أوكرانيا (الإنجليزية)
- ياروسلاف أولينيك على موقع قاعدة بيانات كرة القدم.إي يو (الإنجليزية)
- ياروسلاف أولينيك على موقع Soccerway.com (الإنجليزية)